# Bamenda
Bamenda también conocida como Abakwa y Pueblo Mankon es una ciudad en el noroccidente de Camerún y capital de la Región del Noroeste. La ciudad tenía en 2005 una población de 269 530 habitantes, y está a 366 kilómetros al noroeste de Yaundé la capital de Camerún. Bamenda es conocida por su clima fresco y su ubicación entre colinas.

## Historia
El origen de la ciudad es la fusión de tres villas "Mankon, Mendakwe y Nkwen". La primera fue llamada por el pueblo Mankon. Una alianza de cinco grupos étnicos que fundaron un cacicazgo (fon) conocido como el Mankon Fon.
El principal grupo étnico de Bamenda es el Tikar. En el pasado, los Tikar sufrieron invasiones de las colinas cercanas, y entre 1700 y 1800 ellos se unieron a una confederación establecida por los Mbum para defenderse.
Bamenda estuvo sujeta al Colonialismo alemán a finales del siglo XIX, una evidencia de la ocupación alemana en Bamenda puede verse todavía en edificios como el Fuerte en la estación de Bamenda. Después de la derrota de los alemanes en la Primera Guerra Mundial la Sociedad de Naciones repartió los territorios coloniales de Alemania entre los países victoriosos. El Camerún Occidental fue administrado conjuntamente con Nigeria bajo el Protectorado del Imperio británico hasta 1961 cuando se independizaron por plebiscito y se unieron a la ya independiente République du Cameroun.
Hoy, muchos de los habitante de la ciudad son angloparlantes, el pidgin camerunés inglés es el principal idioma hablado en las tiendas y calles de Bamenda. Algunos grupos políticos angloparlantes avocan por la secesión del resto de Camerún, que es francófona.

## Economía
Como centro provincial, la ciudad tiene numerosos mercados, bancos y oficinas. Las principales industrias son las que procesan los productos agrícolas, como el café. El museo local y las tiendas tienen variedad de canastos, collares y estatuas de bronce y madera.
En Bamenda hay sitios culturales como el palacio de Mankon Fon, con su nuevo museo, y el palacio de Bali Fon, con sus antiguas estructuras. El montañoso terreno alrededor de la ciudad permite ver vistas escénicas.
La ciudad de Bamenda tiene carreteras a Yaundé y Douala. El norte de la ciudad tiene la carretera circunvalar de Bamenda, una ruta circular de 367 km de largo a través de varias montañas de Camerún y varias reservas de vida salvaje.

## Política
Bamenda está bajo la supervisión de un delegado del gobierno ante el concejo que es nombrado por el jefe de Estado a través de un decreto presidencial; el actual delegado Vincent Ndumu fue Consejero Técnico del primer ministro.
- Datos: Q528432
- Multimedia: Bamenda / Q528432